# Johann Heinrich Hoffmann
Johann Heinrich Hoffmann (* 1669 in Kerspleben/Thüringen; † 6. April 1716 in Berlin) war ein deutscher Astronom.

## Leben und Werk
Hoffmann war ein Schüler von Erhard Weigel und bis zu dessen Tod 1699 sein Adjunkt. Er begleitete ihn auf seiner Reise von 1696 bis 1697 nach Dänemark und Schweden. Der Vorgänger von Weigel auf dessen Lehrstuhl an der Universität Jena, Heinrich Hofmann, war Hoffmanns Großvater. Seit Februar 1701 war Hoffmann als Adjunkt und später als Astronom und Observator an der Königlich Preußischen Sozietät der Wissenschaften in Berlin angestellt. An der Königlichen Berliner Sternwarte begann er seine Tätigkeit als Gehilfe des ersten Direktors Gottfried Kirch und führte nach dessen Tod 1710 als nachfolgender Direktor die Hauptaufgabe der Kalenderberechnung bis zu seinem eigenen Ableben weiter.
Neben seiner Tätigkeit als Direktor der Berliner Sternwarte leitete er ab 1705 zugleich die Privatsternwarte von Bernhard Friedrich von Krosigk und war von 1710 bis mindestens 1712 auch als Lehrer am Kadettenkorps tätig.